# Ostrovní nanismus

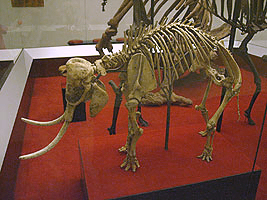
Kostra zakrslého slona z Kréty

Ostrovní nanismus je stav, k němuž dochází, když u populace původně velkých živočichů (téměř vždy savců) dojde v průběhu vývoje k jejich zmenšení, protože jejich genofond byl omezen na velmi malou oblast, většinou ostrov. Tento jev byl zaznamenán u celé řady zvířat, včetně dinosaurů (např. Europasaurus) a moderních živočichů (např. slonů).
Existuje několik vysvětlení mechanismu, který ostrovní nanismus způsobuje. Většinou se uvažuje o spolupůsobení několika faktorů, mezi něž patří geneticky zakódovaná reakce na zhoršené životní podmínky, či přírodní výběr, kdy z živočichů, kteří uvízli na ostrově s omezenými potravními zdroji, přežívají jen ti menšího vzrůstu. Menší zvířata potřebují méně potravy, a tak je u nich větší pravděpodobnost, že přežijí do doby, kdy pokles množství jedinců jejich druhu v oblasti umožní obnovu vyčerpaných potravních zdrojů.

## Příklady

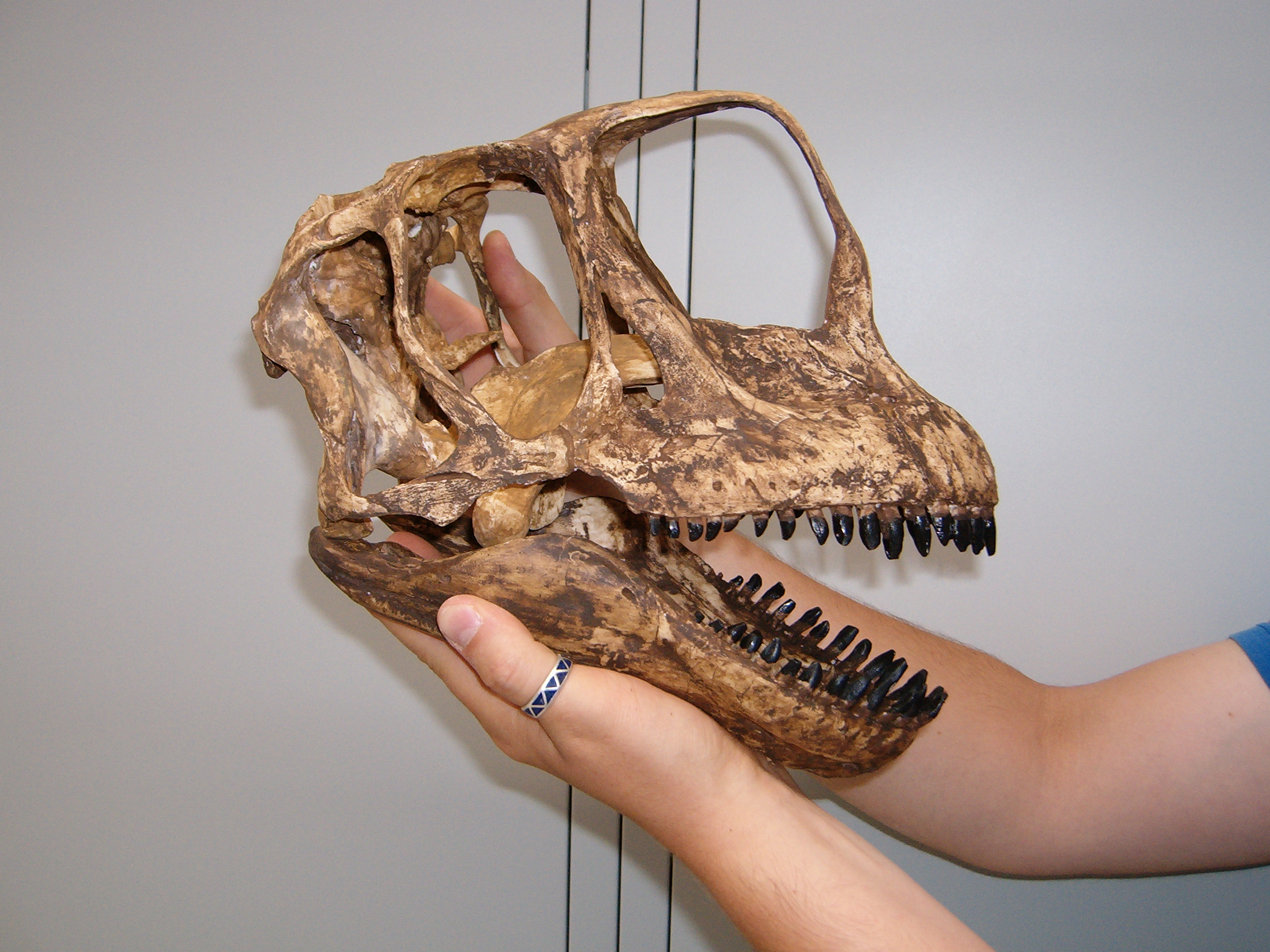
Lebka sauropodního dinosaura rodu Europasaurus

Mezi známé příklady ostrovního nanismu patří:
- Mammuthus exilis, zakrslý typ mamuta, který žil na pravěkém ostrově Santa Rosae, jehož pozůstatkem je souostroví Channel Islands u pobřeží Kalifornie, a malý Mammuthus primigenius (mamut srstnatý), který žil na ostrově sv. Pavla poblíž Aljašky a na Wrangelově ostrově severně od Sibiře.
- Mammuthus creticus, zakrslý mamut, který žil na Krétě a byl dlouho považován za zakrslého slona [1]
- zakrslí sloni z poměrně nedávné historie středomořských ostrovů Malta, Kréta, Kypr a Sicílie[2]
- zakrslí stegodoni (vyhynulí příbuzní slonů) z nedávné historie ostrovů Flores, Sulawesi, Sumba a Timor
- zakrslí pozemní lenochodi z nedávné historie Kuby, Hispanioly a Portorika[3]
- zatím diskutovaný druh hominida označovaný jako Homo floresiensis, známý z nálezů na ostrově Flores v Indonésii[4]
- pravěcí lidé z ostrova Palau v Mikronésii, velikostí podobní hominidům z Flores[5]
- někteří dinosauři včetně nedávno uznaného rodu Europasaurus, jehož příslušníci žili na dávno zaniklém druhohorním ostrově Haţeg, a rodů Magyarosaurus, Rhabdodon, Telmatosaurus ad.[6]

Tento proces se nemusí odehrávat pouze na ostrovech, ale může nastat vždy, kdy se nějaký ekosystém ocitne v izolaci od vnějších zdrojů. Mezi podobné ekosystémy patří jeskyně, pouště (oázy) a izolovaná údolí.
Kromě ostrovního nanismu existuje také opačný proces, zvaný ostrovní gigantismus, kdy se původně malá zvířata ocitnou v izolovaném prostředí bez nepřátel. Příkladem může být vyhynulý nelétavý pták dronte mauricijský, který je blízkým příbuzným holubů, obří varani, krysy, želvy apod.

## Další příklady
Masožravci

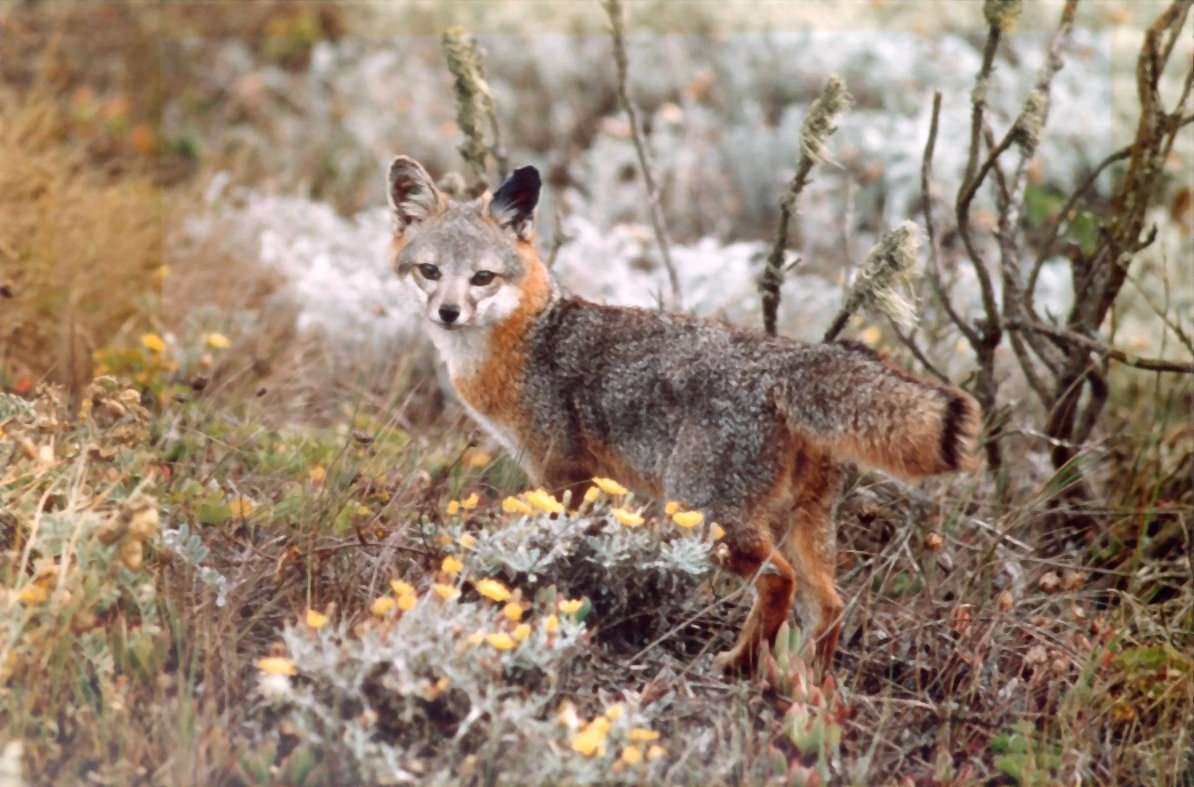
Liška ostrovní

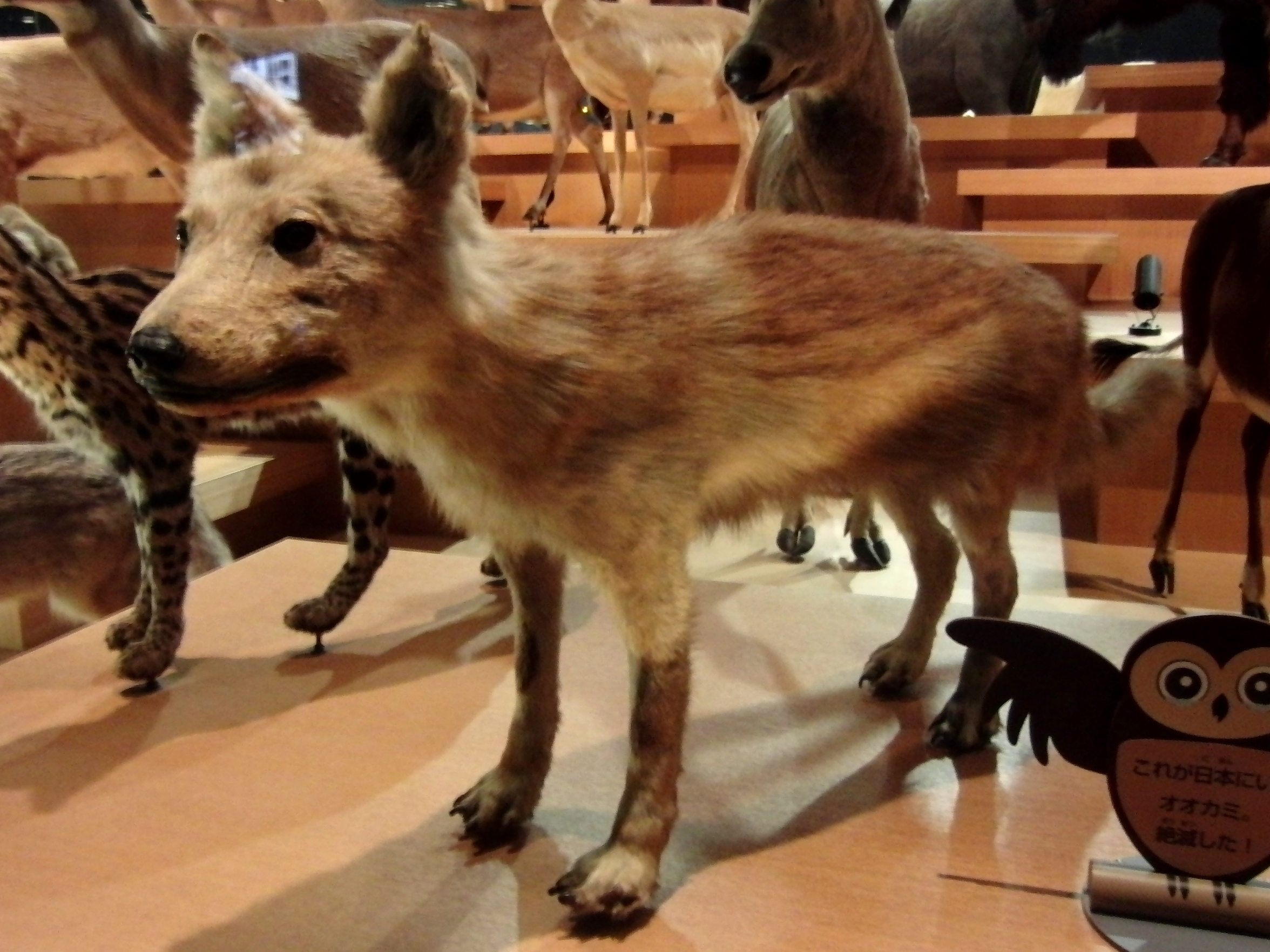
Vlk japonský

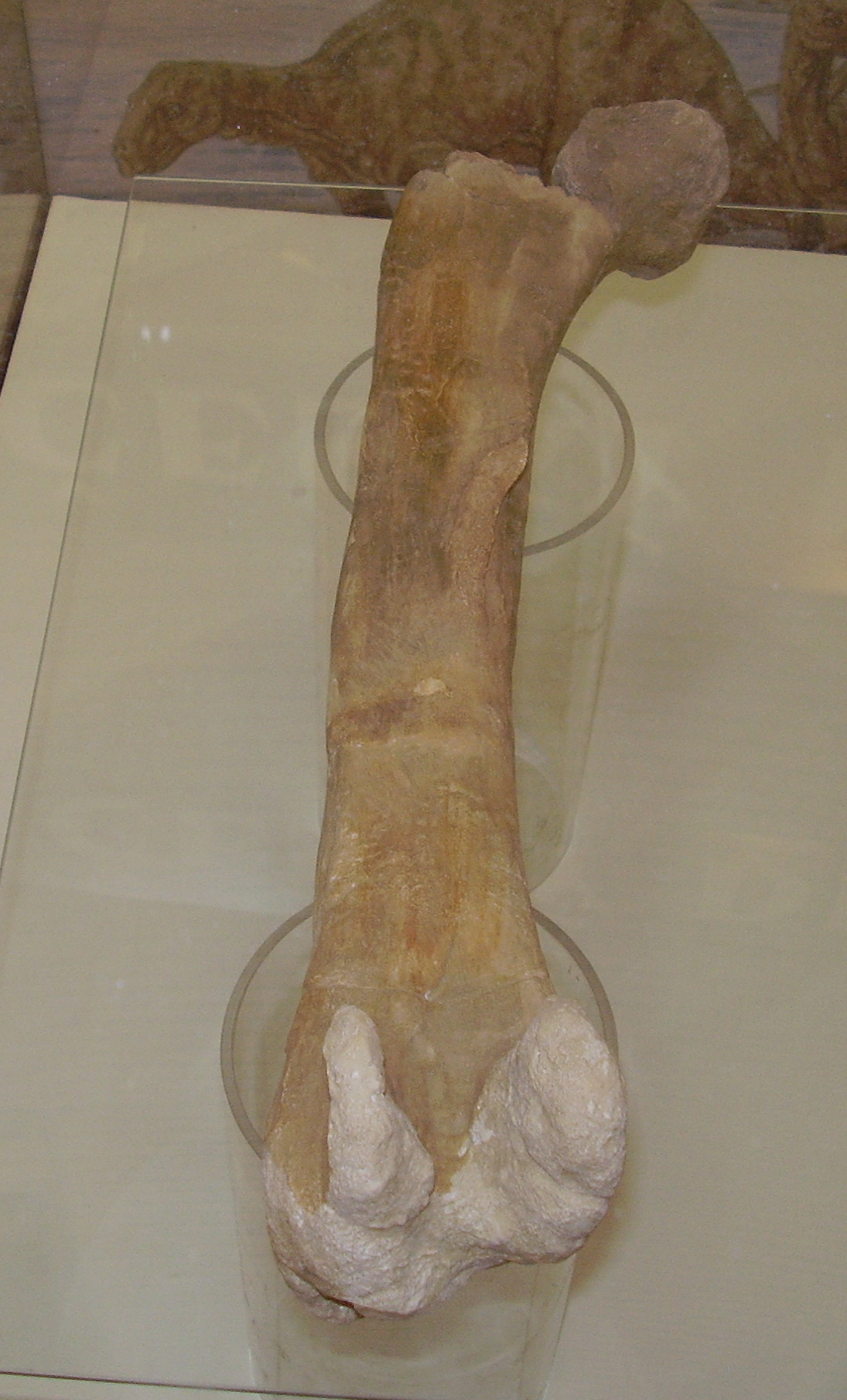
Stehenní kost iguanodontida druhu Burianosaurus augustai z Mezholez na Kutnohorsku

- liška ostrovní, žijící na souostroví Channel Islands u kalifornského pobřeží, a zatím nepojmenovaný druh psovité šelmy rodu Urocyon z mexického ostrova Cozumel, který se nachází na pokraji vyhynutí
- vlk japonský
- tygr balijský
- mýval trpasličí z mexického ostrova Cozumel
- Cynotherium sardous, psovitá šelma z ostrova Sardinie
- Lynx lynx sardiniae, poddruh rysa ostrovida z ostrova Sardinie

Kopytníci
- jeskynní sudokopytníci Myotragus balearicus z ostrovů Mallorka a Menorca a jeho blízcí příbuzní rodu Nesogoral z ostrova Sardinie, kteří vyhynuli po osídlení těchto ostrovů lidmi
- asijští buvoli – arni tamarau, anoa, vyhynulý Bubalus cebuensis – a další turovití z jihovýchodní Asie
- některé pravěké druhy hrochů ze středomořských ostrovů jako např. Hippopotamus creutzburgi z Kréty, Hippopotamus minor z Kypru či Hippopotamus pentlandi ze Sicílie
- zakrslé druhy jelenů jako sambar luzonský z Filipín či pravěký Candiacervus ropalophorus z Kréty
- Odocoileus virginianus clavium ze souostroví Florida Keys, poddruh jelence běloocasého

Další příklady:
- nelétaví ptáci chřástal Rogersův z Nepřístupného ostrova v souostroví Tristan da Cunha a chřástal laysanský z ostrova Laysan v Havajském souostroví
- zakrslý evropský nodosaurid Struthiosaurus
- zakrslý Allosaurus z Jižní Austrálie
- Ornitopod (Burianosaurus augustai) nalezený v lomu u Mezholez v okrese Kutná Hora (viz Burianosaurus)